# Monasterio de Pažaislis
El monasterio de Pažaislis (en lituano: Pažaislio vienuolynas) es un complejo que incluye un monasterio y una iglesia en Lituania, y el más magnífico ejemplo de la arquitectura barroca de inspiración italiana en el país. Está situado en el Petrašiūnai elderate de Kaunas, Lituania, en una península en el embalse de Kaunas cerca del Club Náutico de Kaunas.
Fundado en 1662 por el gran canciller Krzysztof Zygmunt Pac del Gran Ducado de Lituania para la Orden de los Ermitaños Camaldulenses, la construcción principal se prolongó hasta 1674 y se reanudó en 1712. La iglesia fue diseñada por Pietro Puttini, Carlo y Puttini Pietro y Giovanni Battista Frediani. En 1755 se le agregaron las torres y la cúpula fue financiada por el chambelán del rey Michał Jan Pac.